# Henri Becquart
Pour les articles homonymes, voir Becquart.
Henri Becquart, né le 1er octobre 1891 à Houplines (Nord) et décédé le 19 mars 1953 à Mazagan (Protectorat français au Maroc), est un homme politique français.

## Biographie
Henri Becquart obtient une licence de droit. Il participe à la Première Guerre mondiale comme engagé volontaire. Il prend ensuite la direction d'une usine de textile à Armentières. Il s'engage dans la vie politique en 1921 chef de file de son opposition municipale à Lille, avec les  républicains modérés et devient conseiller général du Nord en 1934.
Élu député conservateur du Nord dans une des circonscriptions lilloises lors des élections législatives de 1936 qui voient la large victoire du Front populaire, il rejoint le groupe de la Fédération républicaine de France et devient très rapidement l'une des figures les plus acharnées mais aussi les plus controversées de l'opposition parlementaire.

### Le calomniateur de Salengro
Henri Becquart est en effet à l'origine des accusations calomnieuses qui aboutirent au suicide du ministre socialiste et maire de Lille Roger Salengro. Le 10 juillet 1936 tout d'abord, il s’adresse au ministre de la Défense, Édouard Daladier, et lui demande d’éclaircir l’attitude du soldat Salengro le 7 octobre 1915, qu'il accuse d’avoir déserté, et d’avoir été ensuite condamné à mort par contumace  puis acquitté dans des conditions douteuses.
Une intense campagne de presse s'ensuit, relayée tout particulièrement par les journaux Gringoire et L'Action française, et, en dépit de multiples preuves de l'innocence de Salengro, Becquart ne désarme pas et interpelle, le 13 novembre 1936 Léon Blum lui-même sur le cas de son ministre de l'Intérieur. Épuisé par la campagne de presse, Roger Salengro se suicide quatre jours plus tard, écrivant notamment : « S’ils n’ont pas réussi à me déshonorer, du moins porteront-ils la responsabilité de ma mort ». Une foule immense suit ses obsèques.

### Pétainiste puis résistant
Toujours député, Henri Becquart vote, le 10 juillet 1940, en faveur des pleins pouvoirs au maréchal Pétain. Dans un premier temps, il soutient avec ferveur le régime de Vichy. Pourtant, dès le mois de septembre de la même année, soudainement convaincu d'avoir été trompé, il envoie un télégramme de mise en garde à Pétain : « Ne déshonorez pas la France. Victoire britannique probable. Ne signez rien qui l'entrave. Résistez. Tout peut encore être sauvé. Respects. », puis s'engage dans la Résistance ; il fera  partie, selon l'historien spécialiste de la Seconde Guerre mondiale Olivier Wieviorka, des parlementaires engagés dans la Résistance.
En 1945 il ne retrouve pas de mandat parlementaire dans la première Assemblée nationale constituante mais participe à la vaine tentative de relance de la Fédération républicaine en tant que secrétaire général. Le parti est finalement mis en sommeil à titre définitif en février 1948.

## Décorations
- Médaille militaire
- Croix de guerre 1914-1918,
- Distinguished Service Cross

## Ouvrage
- Au Temps du silence – De Bordeaux à Vichy, souvenirs et réflexions...,  Éditions Iris , 1945 , 305 p.

## Sources
- « Henri Becquart », dans le Dictionnaire des parlementaires français (1889-1940), sous la direction de Jean Jolly, PUF, 1960 [détail de l’édition]